# Кереїт (Україна)
Кереї́т (крим. Kereyit, з 1948 по 2023 рік — Комуна́рне) — село Перекопського району Автономної Республіки Крим. Розташоване на північному сході району.
У 2015 році село було внесено до переліку населених пунктів, які потрібно перейменувати згідно із законом «Про засудження комуністичного та націонал-соціалістичного (нацистського) тоталітарних режимів в Україні та заборону пропаганди їхньої символіки».
12 травня 2016 року постановою Верховної Ради України № 1352-VIII село перейменоване відповідно до вимог закону «Про засудження комуністичного та націонал-соціалістичного (нацистського) тоталітарних режимів в Україні та заборону пропаганди їхньої символіки». Постанова набрала чинности у 2023 році.

## Населення
Згідно з переписом УРСР 1989 року чисельність наявного населення села становила 132 особи, з яких 62 чоловіки та 70 жінок.
За переписом населення України 2001 року в селі мешкали 124 особи.

### Мова
Розподіл населення за рідною мовою за даними перепису 2001 року:
| Мова              | Відсоток |
| ----------------- | -------- |
| українська        | 39,83 %  |
| кримськотатарська | 38,98 %  |
| російська         | 19,49 %  |
| молдовська        | 0,85 %   |
| інші              | 0,85 %   |